# Max Brunel
Max Brunel (Vauvert, 11 agosto 1933) è uno scrittore francese.

## Biografia
Max Brunel nasce a Vauvert nel 1933, i suoi genitori erano droghieri e abitavano a Aigues-Vives. Successivamente, si trasferirono a Lunel nel 1939.
Fin da piccolo Brunel scoprì il cinema attraverso i manifesti della sala cinematografica Athénée, affissi sulla vetrina di Louis Abric, fornaio e scrittore la cui attività si svolgeva vicino al suo domicilio. Louis Abric gli raccontava la vita di Louis Feuillade, un regista di film muti, che conosceva bene.
All'età di sedici anni, Max Brunel fece la maschera presso il salone del festival di Lunelloise per poi entrare, poco tempo dopo, a lavorare nelle Poste francesi. Nel 1961, aprì un cinema a Lunel-Viel. In seguito la sua attività si sviluppò, aprendo altri cinema nei pressi di Hérault e Cevenne. Lasciò l'impiego presso le poste nel 1963 e iniziò a gestire una rete di cinema nel dipartimento francese di Gard. I cinema chiamati “Trianon” furono aperti nelle città di Chamborigaud, Champclauson, Le Martinet, Le Pontil, La Vernarède e Saint-Jean-de-Valériscle.
Successivamente, fu nominato condirettore del cinema “Modern-Cinéma” nel comune di La Grand-Combe. Tornò quindi a Lunel dove acquistò il cinema Miramar. Nel 1984 cessò l'attività di gestione dei cinema. A Montpellier entrò a far parte della squadra del giornale Capitole prima di ritirarsi a vita privata.
Nel 1995, il suo libro Les Cinémas de Montpellier, dedicato ai cinema di Montpellier, fu notato e gli valse il soprannome di L'Aventurier des salles perdues. L'autore descrisse con passione i gustosi dettagli riportati dalle riprese di film sulla corrida che hanno segnato la storia: Louis Feuillade (autore della serie Fantômas) che preparava la prima versione di Mireille, mai proiettata; Francis San Juan, un torero, consulente tecnico per il film Chien de pique, girato a Vauvert, del regista Yves Allégret, uscito nelle sale cinematografiche nel 1960; del film D'où viens-tu Johnny? del regista Noël Howard che usci nelle sale nel 1963 con l'attore Johnny Hallyday.
Nel 2010 tenne una conferenza pubblica sul tema del cinema. Continuò l'attività di editorialista cinematografico, storico e di costume. La stesura dei suoi articoli lo portò a essere citato su diversi argomenti di carattere storico.
Nel 2019 continuò a scrivere rubriche d'informazione per Midi libre e continuò a collaborare con la sezione Cinema del liceo Feuillade.

## Opere
- Pierre Pitiot, Les cinémas de Montpellier: que reste-t-il de nos cinés?, Domens, 1995, ISBN 2-910457-15-X, OCLC 463771203.
- Max Brunel, Le cinéma du père Bruck, Ateliers de la Licorne, 1998, ISBN 2-912670-03-9, OCLC 49734060.
- Régine Cerda, Le cinéma des pêcheurs de lune, Ateliers de la licorne, 1999, ISBN 2-912670-06-3, OCLC 467900313.
- Max Brunel, Gens et histoires de Lunel: et de bouvine!, Mistral, 2003, ISBN 2-84647-027-8, OCLC 56552355.
- Régine Cerda, Gens et histoires de Lunel. 2, vol. 2, Mistral, 2002, ISBN 2-84647-017-0, OCLC 470197681.
- Eric Bron, Jean-François Menteyne e Jean Baille, Lunel d'hier et d'aujourd'hui, Mistral, 2002, ISBN 2-84647-014-6, OCLC 53878545.
- Régine Cerda, Poèmes pour l'écran, Mistral, 2002, ISBN 2-84647-015-4, OCLC 470060868.
- Max Brunel, Gens et histoires de Lunel, vol. 4, Mistral, 2004, ISBN 2-84647-036-7, OCLC 469439776.
- Jean-Marie Pastor, L'Hérault fait son cinéma, Mistral, 2004, ISBN 2-84647-029-4, OCLC 57250594.
- Jean-François Menteyne, Lunel, hier, aujourd'hui et demain, Mistral, DL 2005, ISBN 2-84647-045-6, OCLC 470263159.
- Max Brunel, Gens illustres et lieux du pays lunellois, vol. 1, Mistral, 2006, ISBN 2-84647-052-9, OCLC 470813454.
- Régine Cerda, André Costes e Jean-Luc Saluzzo, Gens et histoires de Lunel, vol. 5, Mistral, 2007, ISBN 2-84647-055-3, OCLC 470962351.
- Max Brunel, Aux urnes Lunellois: deux siècles d'élections municipales chez les Pêcheurs de Lune, Mistral, 2008, ISBN 2-84647-062-6, OCLC 470679604.